# 리쿠우토선
리쿠우토선(일본어: 陸羽東線)은 일본 미야기현 도다군 미사토정의 고고타역부터 야마가타현 신조시의 신조역까지를 잇는 동일본 여객철도의 철도 노선(지방 교통선)이다.

## 노선 정보
- 관할 (사업 종별) : 동일본 여객철도 (제 1 종 철도사업자)
- 구간 · 노선 거리 (영업 거리) : 고고타 역 - 신조 역 94.1km
- 역 수 : 27 (기 · 종점역 포함)
  - 리쿠우토 선 소속으로 한정된 경우, 기 · 종점역(고고타 역은 도호쿠 본선, 신조 역은 오우 본선 소속)이 제외되어, 25역이 된다.
- 궤간 : 1067mm
- 복선화 구간 : 없음 (전 노선 단선)
- 전철화 구간 : 없음 (전 노선 비 전철화)
- 폐색 방식 : 특수 자동 폐색식 (궤도 회로 검지식)
- 운전 지령소 : 신조 CTC
- 최고 속도 :
  - 고고타 역 - 나루코온센 역 간 : 95km/h
  - 나루코온센 역 - 신조 역 간 : 85km/h

전 구간이 동일본 여객철도 센다이 지사의 관할이다.

## 역 목록
| 역 이름            | 일본어 이름 | 역간 거리 | 누적 거리 | 접속 노선                                                                                 | 소재지     | 소재지   | 소재지     |
| ------------------ | ----------- | --------- | --------- | ----------------------------------------------------------------------------------------- | ---------- | -------- | ---------- |
| 고고타             | 小牛田      | -         | 0.0       | 동일본 여객철도 도호쿠 본선 · 게센누마 선 · 이시노마키 선                                 | 미야기현   | 도다군   | 미사토정   |
| 기타우라           | 北浦        | 4.5       | 4.5       |                                                                                           | 미야기현   | 도다군   | 미사토정   |
| 리쿠젠야치         | 陸前谷地    | 2.1       | 6.6       |                                                                                           | 미야기현   | 도다군   | 미사토정   |
| 후루카와           | 古川        | 2.8       | 9.4       | 동일본 여객철도 도호쿠 신칸센                                                             | 미야기현   | 오사키시 | 오사키시   |
| 쓰카노메           | 塚目        | 2.7       | 12.1      |                                                                                           | 미야기현   | 오사키시 | 오사키시   |
| 니시후루카와       | 西古川      | 3.8       | 15.9      |                                                                                           | 미야기현   | 오사키시 | 오사키시   |
| 히가시오사키       | 東大崎      | 3.2       | 19.1      |                                                                                           | 미야기현   | 오사키시 | 오사키시   |
| 니시오사키         | 西大崎      | 2.8       | 21.9      |                                                                                           | 미야기현   | 오사키시 | 오사키시   |
| 이와데야마         | 岩出山      | 2.9       | 24.8      |                                                                                           | 미야기현   | 오사키시 | 오사키시   |
| 유비칸             | 有備館      | 1.0       | 25.8      |                                                                                           | 미야기현   | 오사키시 | 오사키시   |
| 가미노메           | 上野目      | 2.8       | 28.6      |                                                                                           | 미야기현   | 오사키시 | 오사키시   |
| 이케즈키           | 池月        | 3.8       | 32.4      |                                                                                           | 미야기현   | 오사키시 | 오사키시   |
| 가와타비온센       | 川渡温泉    | 6.4       | 38.8      |                                                                                           | 미야기현   | 오사키시 | 오사키시   |
| 나루코고텐유       | 鳴子御殿湯  | 3.9       | 42.7      |                                                                                           | 미야기현   | 오사키시 | 오사키시   |
| 나루코온센         | 鳴子温泉    | 2.2       | 44.9      |                                                                                           | 미야기현   | 오사키시 | 오사키시   |
| 나카야마다이라온센 | 中山平温泉  | 5.1       | 50.0      |                                                                                           | 미야기현   | 오사키시 | 오사키시   |
| 사카이다           | 堺田        | 5.3       | 55.3      |                                                                                           | 야마가타현 | 모가미군 | 모가미정   |
| 아카쿠라온센       | 赤倉温泉    | 5.8       | 61.1      |                                                                                           | 야마가타현 | 모가미군 | 모가미정   |
| 다치코지           | 立小路      | 1.7       | 62.8      |                                                                                           | 야마가타현 | 모가미군 | 모가미정   |
| 모가미             | 最上        | 2.8       | 65.6      |                                                                                           | 야마가타현 | 모가미군 | 모가미정   |
| 오호리             | 大堀        | 3.9       | 69.5      |                                                                                           | 야마가타현 | 모가미군 | 모가미정   |
| 우스기             | 鵜杉        | 2.0       | 71.5      |                                                                                           | 야마가타현 | 모가미군 | 모가미정   |
| 세미온센           | 瀬見温泉    | 3.5       | 75.0      |                                                                                           | 야마가타현 | 모가미군 | 모가미정   |
| 히가시나가사와     | 東長沢      | 6.0       | 81.0      |                                                                                           | 야마가타현 | 모가미군 | 후나가타정 |
| 나가사와           | 長沢        | 1.8       | 82.8      |                                                                                           | 야마가타현 | 모가미군 | 후나가타정 |
| 미나미신조         | 南新庄      | 6.4       | 89.2      |                                                                                           | 야마가타현 | 신조시   | 신조시     |
| 신조               | 新庄        | 4.9       | 94.1      | 동일본 여객철도 야마가타 신칸센 · 오우 본선 (야마가타 방면은 야마가타 선) · 리쿠우사이 선 | 야마가타현 | 신조시   | 신조시     |